# Incourt (Belgia)
Incourt (valonă Incoû) este o comună francofonă din regiunea Valonia din Belgia. Comuna este formată din localitățile Incourt, Glimes, Opprebais, Piétrebais și Roux-Miroir. Suprafața totală este de 38,79 km². La 1 ianuarie 2008 comuna avea o populație totală de 4.739 locuitori. 